# Roxana Cherăscu
Roxana Elena Cherăscu (n. 25 iulie 1980, Buzău, România) este o jucătoare de handbal din România. În prezent evoluează la clubul HCM Râmnicu Vâlcea.

## Date personale
- Data Nașterii: 25.07.1980

- Locul Nașterii: Buzău, România

- Înălțime: 174 cm

- Număr Tricou: 21

- Post: Centru

- Foste echipe: “LPS” Buzău, FibrexNylon Săvinești, Oltchim Râmnicu-Vâlcea[1], ASC Corona 2010 Brașov

## Palmares
- Finalistă a Cup Winners'Cup 2002
- Câștigătoare a Cup Winners'Cup 2007
- Câștigătoare a Champions Trophy - prima ediție
- De 3 ori câștigătoare a Ligii Naționale
- De două ori câștigătoare a Cupei României
- Câștigătoare a SuperCupei României - prima ediție